# Verd urbà
El verd urbà està format pel conjunt d'espais verds presents a l'àrea urbana: parcs i jardins, arbrat viari, espais naturals i agrícoles, generalment s'hi afegeix també els rius, estanys i altres elements aquàtics. Pot ser de propietat pública o privada. El verd urbà té funcions mediambientals, ecològiques i socials.
La densificació de la població, l'urbanització, l'escàs rendiment econòmic immediat (per comparació amb la construcció), la pol·lució de l'aire i del sòl fan el verd urbà molt vulnerable. Fins al segle xix, el verd urbà era espontani, ostentatiu o funcional: intra muros quedaven molts espais agrícoles, hi havia parcs i jardins dels palaus i palauets i l'arbrat viari per fer ombra. Extra muros hom mantenia camps i prats oberts, per no crear amagatalls per eventuals exèrcits enemics. La densificació i la industrialització va fer sentir la necessitat de planificar i preservar espais verds. Es planificaven espais verds per al lleure o per a la horticultura, com a les ciutats jardins per tal de donar la possibilitat a la classe obrera de cultivar aliments frescs. Des de la fi del segle xx es va començar comprendre més la influència positiva del verd urbà en el microclima, la temperatura i la humitat i la seva capacitat d'absorbir pol·luents, pols, àcid carbònic i altres subsàncies nocives. Davant el problema de l'espai escàs es desenvolupen conceptes nous de verd urbà com els terrats verds i jardins verticals.

## Història
Cap al segle xvi ja existien espais urbans oberts com els que es coneixen avui en dia, però amb la gran diferència que en aquella època aquests estaven restringits per a les classes més altes de la societat, i es coneixien com a jardins. El caràcter públic, per tant, no existia, si bé ja es van començar a crear determinats espais per al gaudi del públic en general, el que es coneix com a albereda, espais urbans poblats d'arbres i d'ús públic, però que no comptaven amb la categoria dels jardins privats. És el que es podrien considerar els primers jardins públics.
Durant la segona meitat del segle xvi i durant el segle xvii aquest tipus d'espais van viure un gran increment, ja que la monarquia absoluta del moment tenia intenció de fer ostentació de poder, i la creació de grans espais oberts amb monuments era un bon sistema. Ara bé, en general aquests espais continuaven essent de restringit accés, limitats especialment a les classes dominants als habitants propers, i es mantenien tancats a la resta de gent.
El punt d'inflexió es troba en l'inici de la Revolució Francesa de l'any 1789. La revolta popular va obrir les portes de palaus i residències, i va permetre donar a conèixer espais fins llavors restringits a gairebé tothom. Molts jardins anteriorment privats van passar a mans de l'Estat per a fer-ne un ús públic, i els nous pensadors il·lustrats van promoure la creació de nous jardins públics. Per tant, comencen a aparèixer els espais urbans oberts com els entenem avui en dia.
L'arribada de la industrialització va suposar una revolució a les ciutats, on va aparèixer un nou edifici: la fàbrica. Els canvis originats van conduir a una alta densitat urbana i a una ciutat molt compacta, però a la vegada va permetre l'aparició d'una nova classe benestant que reclamava la creació de nous espais oberts on esbargir-se.
Actualment els espais urbans oberts han viscut una gran crescuda durant les últimes dècades, principalment per l'aparició del fenomen del canvi climàtic i la necessitat de crear "pulmons" dins d'un teixit urbà molt contaminat, i també per la creixent demanda per part de la població, que reclama espais d'ús públic on poder esbargir-se i que descongestionin les ciutats.

## Funcions
Els espais verds urbans compleixen diverses funcions positives per a la població i el funcionament de la mateixa ciutat.

### Socials
Els espais verds urbans contribueixen al benestar de la població. Actuen com a llocs d'esbarjo, per tal que la gent pugui trobar un lloc lliure de la massificació urbana. Això permet una certa alliberació del dia a dia de la ciutat, ja que ofereix un espai de relaxació, de tranquil·litat i proximitat a la natura, que a la vegada descongestiona al mateix espai urbà dins el qual es troba, generant espais que permeten una millor mobilitat i funcionalitat urbana. A més també tenen una funció social com a lloc de trobada.
A part d'això també ajuda a mitigar elements que poden influir negativament en el benestar dels ciutadans, tals com la contaminació acústica, la qual es veu reduïda per la manca d'objectes que produeixen soroll dins d'aquests espais i també per la funció de la vegetació de "muralla" del soroll.
Finalment també cal considerar diversos aspectes més intangibles, i que tenen més a veure amb la manera de pensar i la percepció ciutadana. I és que els espais verds, a part d'oferir una millor qualitat de vida a partir d'elements que es podrien considerar reals, també poden mostrar zones de veritable bellesa paisatgística, un fet que influeix en la felicitat i la millora de vida de les persones.

### Mediambientals i ecològiques
La funció principal i que se sol destacar més per sobre de les altres és la dels espais verds com a pulmons de la ciutat. Fruit de la vegetació que sol residir dins aquestes zones, els espais verds són un punt important de captació de diòxid de carboni (CO₂), i a la vegada també de generació d'oxigen (O₂).
Aquesta presència de vegetació també suposa uns avantatges en el tema de les precipitacions, ja que tant les espècies vegetals com el sòl sobre el qual es troben permeten una major absorció de l'aigua de pluja. Això ajuda a reduir el risc d'erosió del sòl i a la vegada també el risc d'inundació de determinats punts d'una ciutat. Per tant, els espais verds urbans suposen punts de regulació de la humitat ambiental, a més de reduir diversos riscos lligats a les precipitacions.
Contribueix a regular i estabilitzar la temperatura ambiental. Els materials que predominen en una ciutat, com seria el cas de l'asfalt i el formigó, no tenen capacitat d'absorbir les radiacions solars, i això, unit a la important contaminació, fa que la temperatura urbana augmenti considerablement. Les zones verdes, doncs, tenen la capacitat, per mitjà de les espècies vegetals que les habiten, d'absorbir aquestes radiacions i, per tant, actuar com a regulador de la temperatura. Aquest efecte reductor de temperatures ajuda a mitigar un fenomen força important i a la vegada nociu que ocorre en les ciutats actuals, especialment en les més densificades: l'illa de calor. L'espai urbà assoleix temperatures superiors a les que correspondrien segons les seves condicions naturals, amb els consegüents efectes sobre la població. Aquests espais, doncs, ajuden a reduir aquest excés de temperatura, i permeten unes millors condicions.
Els espais verds també tenen uns impactes beneficiosos més directes sobre la flora i fauna. A part de permetre unes millors condicions ambientals gràcies a les funcions anteriors, les zones verdes urbanes suposen, sempre depenent de la seva dimensió i l'ús que se'n faci, un important refugi de biodiversitat. És per això que en molts casos espècies que en cap cas residirien dins un nucli urbà tenen la possibilitat d'instal·lar-s'hi i poder-hi viure en condicions favorables.

## Problemàtiques
El principal problema relacionat amb els espais verds urbans és el de la seva creació. Fins als últims anys aquest àmbit no havia adquirit una importància molt rellevant, per la qual cosa amb prou feines s'havien dissenyat espais urbans que els incloguessin, i tot i que últimament sí que hi ha hagut un increment en el seu nombre i projecció, la creació d'aquest duu un ritme molt lent. La lentitud d'aquest procés és justificat pel fet que més de la meitat de les ciutats europees de l'actualitat disposen de menys de 10m² per persona, el que es considera el mínim de què s'hauria de disposar.
Això anterior també deriva en altres problemes, ja que molts nuclis urbans han estat dissenyats sense pensar en aquest aspecte. Per tant, a l'hora d'incloure zones verdes en molts casos s'arriba a una situació en la qual el nou espai no està completament integrat dins la ciutat.
En molts casos, tot i dissenyar-se la ciutat incloent aquests espais, es cau en el parany de pensar en projectes de gran magnitud més que no pas en projectes sostenibles o assolibles. Això duu a una situació en la qual els espais verds urbans són projectats, però la seva creació no s'arriba mai a consumar per falta de pressupost, d'espai, per problemes amb la població, etc., fruit d'haver dissenyat un projecte impossible de realitzar.
Una altra problemàtica és el manteniment del desgast normal, dels residus així com la raparació del vandalisme i les bretolades. Això obliga a una reparació permanent dels espais verds urbans,i quan no es fa desemboca en la degradació del medi i la pèrdua de qualitat de vida.
La creació d'un espai verd urbà en un punt també suposa la millora de les condicions ambientals i de salut, i la presència d'un paisatge més bell que el de ciutat. Això condueix a un augment del valor de les parcel·les i edificis del voltant i, per tant, la revalorització de la zona, però a la vegada també suposa una major proximitat amb problemàtiques derivades de la presència d'aquests espais al costat mateix, com pot ser el cas d'una major inseguretat, problemes amb la vegetació, la degradació del parc, etc.